# Robert Pearce

Zawodnik Oklahoma State Cowboys

Robert Edward „Bob” Pearce (ur. 29 lutego 1908 w Wyaconda, zm. 15 marca 1996 w Lloydminster) – amerykański zapaśnik walczący w stylu wolnym. Złoty medalista olimpijski z Los Angeles 1932, w wadze koguciej.
Zawodnik Cushing High School w Cushing i Oklahoma State University. Dwa razy All-American (1931, 1932) w NCAA Division I, pierwszy w 1931 i drugi w 1932 roku.

## Letnie Igrzyska Olimpijskie 1932
| Konkurencja      | Rundy eliminacyjne   | Rundy eliminacyjne           | Rundy eliminacyjne | Rundy eliminacyjne    | Klas. końcowa |
| Konkurencja      | Przeciwnik I         | Przeciwnik II                | Przeciwnik III     | Przeciwnik IV         | Miejsce       |
| ---------------- | -------------------- | ---------------------------- | ------------------ | --------------------- | ------------- |
| 56 kg styl wolny | Ödön Zombori (HUN) Z | Julien Depuychaffray (FRA) Z | Joe Reid (GBR) Z   | Aatos Jaskari (FIN) Z | 1.            |